# 反メイソン党
反メイソン党（英: Anti-Masonic Party）は、アメリカ合衆国で19世紀に存在した小さな政党である。フリーメイソンに対して強く反対し、単一問題政党として設立され主要政党になることを志向した。
候補者指名集会や綱領の採択などアメリカ合衆国の政治に重要な新機軸を導入した。

## 歴史
反メイソン党は1828年にニューヨーク州北部で創られ、アメリカの国政では初めて第3の政党になった。
多くの人々はフリーメイソンが共和制の原理を無視して国を支配しようとする強力な秘密結社だと信じて恐れていた。またある者はフリーメイソンがオカルトや魔術、儀式用の魔法に結びつけられていると疑って反対していた。これらの人々はモーガン事件でフリーメイソンがその敵を殺していると確信するようになり、寄り集まって政党を作った。重要な出来事はニューヨーク州バタビアのフリーメイソン、ウィリアム･モーガンが1826年に不可解な失踪をしたことであった。モーガンは自分の階級に満足せず、地元のロッジに関する秘密を出版していた。モーガンの行動がロッジに知られると、モーガンは度々不快な事に遭い、遂に1826年9月には何者かに捕まって密かにフォート･ナイアガラに連れて行かれ、その後失踪した。さらにモーガンの信用を落とすために、フリーメイソンがモーガンの出版した本を2回改訂して出版し、それを読む会員にモーガンはフリーメイソンの秘密を全く出版してはいなかったように思わせた。
この事件が大きな刺激を与え、多くの者を地方のロッジではなく全てのフリーメイソンが善良な市民と対立しているように信じさせた。判事、実業家、銀行家および政治家にフリーメイソンが多かったので、庶民はエリート主義者の集団と考える様になった。さらに多くの者はロッジの秘密の誓いによって裁判所やその他の場所で部外者よりも仲間内を大事にするように規制していると論じた。モーガンの共謀者の裁判が処置を誤り、フリーメイソンはさらなる審問で抵抗したので、フリーメイソンの裁判官は宣告を出せず、フリーメイソンの陪審員は階級のある仲間を有罪にはできないということがその敵対者の信仰箇条になった。フリーメイソンは一般民衆にたいして不公平な利点を有する排他的な組織であり民主主義の基本的な原則に違背していると考えられた。反対者達は、真のアメリカ人は結束してこの陰謀を打ち破らねばならないと言った。
フリーメイソンに対する反対意見は一種の宗教的な聖戦として各教会に取り上げられ、1827年早くにはニューヨーク州西部で多くの大衆集会が開かれ公的役職にはフリーメイソンを就けないという決議があり、地方の政治問題にもなっていった。
当時のニューヨーク州では、国民共和党、すなわち「アダムズを支持する者達」が組織的に弱く、賢明な政治指導者たちは速やかにこの強い反メイソン感情を利用して勢力を増しているジャクソン流民主主義に対抗する新しく活発な党を作ることにした。この動きの中で、アンドリュー・ジャクソンが高い階級のフリーメイソンであり、しばしばその階級を褒めていたことにも助けられた。ナイアガラ川に浮かんでいるのを発見された死体が選挙の後まで「全く十分なモーガン」であるという、政治的なまとめ役サーロウ・ウィードの嫌疑をかける（サーロウ・ウィードがしたとされている <alleged >）論評がジャクソンの敵対者にとって犯罪の価値を要約していた。1828年の選挙では新党は予想以上の強さを証明して見せ、この年の後半では実際にニューヨーク州における国民共和党の勢いを凌いだ。1829年、反メイソン党が内地の改良や保護関税の問題で勝者となったときにその問題の根底を拡大した。ニューヨーク州で35回週刊の新聞を発行した。間もなく、サーロウ・ウィードが編集するそれは傑出した「オールバニ・ジャーナル」となった。
この党は地方で選出された代議員が州の候補者を選びその忠誠を誓わせるというしくみ、党員集会を初めて行った。間もなく民主党やホイッグ党も党を作り上げていくときの党員集会の価値を認め、自分達でも開催した。新聞は党派心を大いに取り上げた。オールバニ・ジャーナルに載ったマーティン・ヴァン・ビューレンに関する記事は「危険な」「扇動政治家」「堕落した」「低下した」「変質者」「男娼」「放蕩」および「いまいましい」といった言葉が使われていた。
1832年までにこの運動はフリーメイソンに関する焦点を失っていき、隣の州にも広がって、特にペンシルベニア州とバーモント州では勢力を増した。1827年にはすでに全国組織が計画され、ニューヨーク州の指導者がフリーメイソンであるヘンリー・クレイに階級を放棄し運動を指導するよう説得したが不成功だった。1831年、反メイソン党の推薦でウィリアム・A・パーマーがバーモント州知事に選ばれ、1835年まで務めた。
1832年アメリカ合衆国大統領選挙ではボルティモアでアメリカでも初めての大統領候補指名集会を開催し、ウィリアム・ワート（元フリーメイソン）を大統領候補に、エイモス・エルメーカーを副大統領候補に指名した。ワートは一般投票の7.78%を獲得し選挙人票はバーモント州の7票を得た。党員が得た最高の職位は州知事であり、バーモント州のパーマー以外にも1835年から1838年までのペンシルベニア州知事ジョセフ・リトナーがいた。
このころが党勢の最高な時期であった。ニューヨーク州では1833年にすでに組織が停滞してしまい、その党員は次第に国民共和党および他の反ジャクソン民主主義の者に合流しホイッグ党を構成していくことになった。ホイッグ党の偉大なニューヨーク州ボス、サーロウ・ウィードは反メイソン党員としてその政歴を始めた。他の州ではいくらか長く生き残ったが1836年までにほとんどの党員がホイッグと党に合流した。最後の国政活動は、1836年にフィラデルフィアの党員集会でウィリアム・ハリソンを大統領候補に、ジョン・タイラーを副大統領候補に指名したことである。
反メイソン運動の盛り上がりは単に触媒の役割を果たしたモーガン事件よりも当時の政治的また社会的条件によるものが大きかった。「反メイソン」の旗の下で有能な指導者が当時の政治状況に不満を抱く者達を結合させた。1832年にフリーメイソンであるだけでなく指名集会での演説でその階級を弁護したウィリアム・ワートを大統領候補に選んだという事実は、フリーメイソンに対する反対だけが決してその政治秩序の中心命題ではなかったことを示している。

## 候補者
- ウィリアム・ワート、エイモス・エルメーカー - 1832年　落選
- ジョナサン・ブランチャード - 1882年　落選